# Archemitra iorrhoa
Archemitra iorrhoa är en fjärilsart som beskrevs av Edward Meyrick 1920. Archemitra iorrhoa ingår i släktet Archemitra och familjen äkta malar.
Artens utbredningsområde är Kenya. Inga underarter finns listade i Catalogue of Life.